# Chi Shin Chin
Chi Shin-chin (fl. XVII secolo) è stato un monaco buddista shaolin cinese del monastero del Honnan, uno degli ultimi baluardi nella guerra contro i mongoli in Cina, caduto nel 1644. A seguito di infiltrazioni da parte di spie nemiche, che aprirono le porte del tempio e fecero entrare le truppe mongole, vennero uccisi tutti i monaci tranne un gruppo di 5 tra cui Chi Shin-chin e la sua discepola Ng Mui, famosa per la creazione delle basi dello stile Wing Chun (yong chun in pin yin). Questo monaco è famoso per aver insegnato le basi dell'arte shaolin al maestro Hung Hei-gun fondatore dello stile Hung Gar.